# Rokovnjači (album)
Rokovnjači je deveti album skupine Niet. Je soundtrack, napisan za istoimensko gledališko predstavo, nastalo v koprodukciji Slovenskega narodnega gledališča iz Nove Gorice in Prešernovega gledališča Kranj. Napisala sta jo Miha Nemec (tudi režiser) in Nejc Valenti (tudi dramaturg) po predlogi istoimenskega romana Josipa Jurčiča in Janka Kersnika iz leta 1881. Album je izšel je leta 2012 pri založbi ZKP RTV Slovenija. Pri treh pesmih je skupina za besedilo uporabila poezijo francoskega pesnika Françoisa Villona v prevodu Janeza Menarta.

## Seznam pesmi
| Št.             | Naslov                      | Besedilo                     | Glasba                | Dolžina |
| --------------- | --------------------------- | ---------------------------- | --------------------- | ------- |
| 1.              | „Bogatun‟                   | Nejc Valenti, Igor Dernovšek | Dernovšek             | 2:29    |
| 2.              | „Otroške roke‟              | Miha Nemec, Dernovšek        | Dernovšek             | 2:22    |
| 3.              | „Dva čevlja od tal‟         | Nemec, Dernovšek             | Dernovšek             | 4:39    |
| 4.              | „Bratje svinjsko trdih rok‟ | François Villon              | Dernovšek             | 4:00    |
| 5.              | „Naj crkne rokovnjač‟       | Villon                       | Borut Činč, Dernovšek | 3:28    |
| 6.              | „Pod staro jablano‟         | Nemec, Dernovšek             | Činč, Dernovšek       | 4:23    |
| 7.              | „Balada za obešence‟        | Villon                       | Dernovšek             | 5:02    |
| Skupna dolžina: | Skupna dolžina:             | Skupna dolžina:              | Skupna dolžina:       | 25:22   |

## Sodelujoči

### Niet
- Borut Marolt — vokal
- Igor Dernovšek — kitara, spremljevalni vokal
- Robert Likar — kitara, spremljevalni vokal
- Janez Brezigar — bas kitara, spremljevalni vokal
- Tomaž Bergant – Breht — bobni

### Ostali glasbeniki
- Borut Činč — Hammond orgle, klavir
- Severa Gjurin — vokal (pesem št. 6)
- Miha Nemec — vokal (pesem št. 2)